# Verband Deutscher Vereine für Aquarien- und Terrarienkunde
Der Verband Deutscher Vereine für Aquarien- und Terrarienkunde gegründet 1911 e. V. ist der älteste und größte Verband für Aquarianer  und Terrarianer weltweit. Ihm sind in der Bundesrepublik Deutschland ca. 350 Vereine mit circa 10.000 Mitgliedern angeschlossen. Gründungsort und Sitz des Verbandes ist Berlin.

## Struktur
Zweck des Verbandes ist es unter anderem:
- den Bestand der Aquaristik und Terraristik durch Zucht zu sichern
- aquaristische, terraristische und ichthyologische Kenntnisse zu vermitteln
- zur Erhaltung gefährdeter Arten gemäß dem Washingtoner Artenschutzübereinkommen und den Gesetzen der Europäischen Union und der Bundesrepublik Deutschland beizutragen
- aktiver Einsatz für den Natur- und Umweltschutz
- Erhaltung der Natur in der Vielfältigkeit ihrer Erscheinungsformen
- Förderung der Jugendarbeit
- Schulungen und Prüfungen zur Erlangung des Sachkundenachweises nach §§ 2 und 11 Tierschutzgesetz

## Aktionstag „Tag des öffentlichen Aquariums“
Am 1. Sonntag im November veranstaltet der VDA seit 2016 den „Tag des öffentlichen Aquariums“. Der Verband und die ihm angeschlossenen Vereine wollen an diesem Tag auf das Hobby Aquaristik und auf die sachgerechte Haltung und Pflege von Aquarientieren aufmerksam machen.